# Энрике, Эктор
Э́ктор Адо́льфо Энри́ке (исп. Héctor Adolfo Enrique; 26 апреля 1962, Бурсако, Аргентина) — аргентинский футболист. Участник чемпионата мира 1986 и Кубка Америки 1989.

## Карьера
Пресса и болельщики прозвали его Эль-негро. Начал он свою карьеру в 1981, в команде второго дивизиона «Ланус», в 1982 перешёл в «Ривер Плейт», где играл до 1990 года. Его «золотым годом» был 1986, когда он выиграл чемпионат Аргентины 1985/86, Кубок Либертадорес и Межконтинентальный Кубок. Был в составе команды Аргентины, которая выиграла чемпионат мира 1986.
Энрике был последним футболистом, который коснулся мяча на половине поля сборной Аргентины, до того как мяч оказался у Диего Марадоны, забившего гол, который впоследствии стал известен как «Гол столетия». После игры, он в шутку сказал, что его пас был настолько хорош, что Диего Марадоне трудно было не забить. Эта шутка стала популярной в Аргентине, и она часто упоминается игроками, которые принимают участие в известных голах.
Серьёзная травма колена не дала ему сыграть на чемпионате мира 1990.
Завершал карьеру футболиста в чемпионате Японии.

## Титулы
- Чемпион мира: 1986
- Чемпион Аргентины: 1985/86
- Кубок Либертадорес: 1986
- Межконтинентальный кубок: 1986